# 横手市立吉田小学校
横手市立吉田小学校（よこてしりつ よしだしょうがっこう）は、秋田県横手市平鹿町上吉田にある公立小学校。

## 沿革

### 略歴
吉田小学校の起源となるのは、1874年に開校した「上吉田学校」で、曹洞宗西法寺に置かれた。1883年に「三吉田小学校」と改称された後、吉田村内（上吉田、中吉田、下吉田）の学校が1900年に統合され、現在地に移転した。この3校の統合については、統合の実現により校舎や教員をより充実したものにしたいという地域の声が多く、統合を促進した。校舎の位置についてはなかなか決まらずにいたが、最終的に3地域の境界部分に建てるとのことで落ち着いた。1909年には校舎を増築、1955年には校舎を新築した。現行の校舎については、1980年に竣工している。2011年には体育館を新築した。
校名の遷移については、先述の上吉田学校→三吉田小学校を経て、1887年に小学校令公布により「吉田尋常小学校」へ、1889年に「吉田尋常簡易小学校」へなった後、1892年に元の校名へ。1901年には高等科を併設し「吉田尋常高等小学校」となった。第二次世界大戦が勃発し、1941年には国民学校令によって「吉田国民学校」になるが、終戦後に小学校へと戻った。1956年には浅舞町と吉田村の合併（醍醐村の編入は翌年）により平鹿町が誕生し、校名に「平鹿町立」を冠するようになった。また、2005年の横手市への合併により「横手市立」を冠するようになった。

### 年表
以下、注釈の無い項目は平鹿町史によるもの。
- 1874年7月12日 - 「上吉田学校」として開校。
- 1883年2月2日 - 「三吉田小学校」と改称。
- 1889年4月14日 - 第一次小学校令により「吉田尋常小学校」と改称。
- 1891年4月25日 - 「吉田簡易尋常小学校」と改称。
- 1892年4月1日 - 再び「吉田尋常小学校」へと改称。
- 1900年10月11日 - 吉田村内3学校を統合。
- 1901年5月21日 - 高等科を併設し、「吉田尋常高等小学校」と改称。
- 1941年4月1日 - 国民学校令により「吉田村立吉田国民学校」と改称。
- 1947年4月1日 - 学校教育法（現行法）により「吉田村立吉田小学校」と改称。
- 1950年11月30日 - 南校舎（12教室）が竣工。
- 1953年11月3日 - 北校舎（8教室）が竣工。
- 1955年4月18日 - 新校舎が竣工。
- 1956年9月20日 - 町村合併により「平鹿町立吉田小学校」と改称。
- 1959年11月9日 - 管理棟が竣工。
- 1968年12月27日 - 体育館が竣工。
- 1980年7月19日 - 教室棟の改築工事が竣工[1]。（木造から鉄筋コンクリート造へ）
- 1982年12月18日 - 管理棟の改築工事が竣工[1]。
- 2005年10月1日 - 市町村合併により「横手市立吉田小学校」と改称[1]。
- 2011年 - 新築の体育館が竣工[1]。

## 校歌
- 作詞：長澤 不二男
- 作曲：小野崎 晋三

歌詞などは学校の公式サイトを参照。

## 通学区域
- 平鹿町上吉田・平鹿町下吉田の全域[10]
- 平鹿町中吉田の浅舞小学校学区を除く全域[10]
- 平鹿町醍醐一部（字荒町）[10]

## 進学先中学校
- 横手市立平鹿中学校 - 主な進学先[11]

## アクセス
- E46 秋田自動車道 / E13 東北中央自動車道 横手ICから車で約10分。